# The Shade of Poison Trees
The Shade of Poison Trees es el quinto álbum grabado por la banda Dashboard Confessional. El álbum en su totalidad fue publicado en la página MySpace de la banda, el 28 de septiembre de 2007, y fue publicado el 2 de octubre de 2007, por Vagrant Records. Este álbum fue muy mantenida en secreto, sin noticias de su desarrollo. El anuncio oficial de Vagrant, fue publicado el 16 de agosto de 2007. Contó con el productor Don Gilmore, quien también tiene el crédito para la producción de los álbumes anteriores de Dashboard Confessional, Dusk and Summer
The Shade of Poison Trees ha vuelto al sonido acústico por el que Carrabba fue previamente conocido. El disco viene un poco más de un año después de la grabación de Dusk and Summer.

## Lista de canciones
1. "Where There's Gold" 2:29
2. "Thick As Thieves" 2:22
3. "Keep Watch For The Mines" 2:45
4. "These Bones" 2:58
5. "Fever Dreams" 2:29
6. "The Shade Of Poison Trees" 2:58
7. "The Rush" 3:50
8. "Little Bombs" 2:32
9. "I Light My Own Fires Now" 2:53
10. "Matters Of Blood And Connection" 2:23
11. "Clean Breaks" 2:58
12. "The Widow's Peak" 2:58[1]